# 鐵線橋堡
鐵線橋堡，是台灣南部自清治時期至日治初期的一個行政區劃，其範圍包括今台南市的鹽水區南部、新營區南部及柳營區西部。
鐵線橋堡北邊為鹽水港堡、太子宮堡、下茄苳南堡、哆囉嘓西堡，東邊為果毅後堡，南邊為赤山堡、茅港尾東堡、茅港尾西堡，西邊為學甲堡。

## 管轄街庄
鐵線橋堡共轄12個庄：
- 今鹽水區境內：竹仔腳庄、天保厝庄、坔頭港庄
- 今新營區境內：鐵線橋庄、秀才庄、姑爺庄
- 今柳營區境內：查畝營庄、火燒店庄、八老爺庄、路東庄、五軍營庄、太康庄